# Melquíades Álvarez Caraballo
Melquíades Álvarez Caraballo (Alcalá de Guadaíra, 10 agosto 1988) è un nuotatore spagnolo.

## Carriera
Melquíades comincia la sua carriera da giovane, ottenendo subito ottimi risultati. Atleta giovane, detiene due record dei Giochi del Mediterraneo, stabiliti entrambi a Pescara.

## Palmarès
- Europei in vasca corta

Eindhoven 2010: argento nei 200 m rana.
- Giochi del Mediterraneo

Pescara 2009: oro nei 100 m rana, nei 200 m rana e nella 4 × 100 m misti.

## Record
| Specialità | Tempo        | Competizione                 | Luogo           | Data           |
| 50 m rana  | 28 s 21      | Giochi del Mediterraneo 2009 | Pescara, Italia | 1º luglio 2009 |
| 100 m rana | 1 min 0 s 45 | Giochi del Mediterraneo 2009 | Pescara, Italia | 27 giugno 2009 |
| 200 m rana | 2 min 9 s 69 | Giochi del Mediterraneo 2009 | Pescara, Italia | 29 giugno 2009 |

| Specialità | Tempo        | Competizione                  | Luogo              | Data             |
| 50 m rana  | 27 s 12      |                               | Barcellona, Spagna | 7 novembre 2009  |
| 100 m rana | 58 s 68      | Coppa del Mondo di nuoto 2009 | Berlino, Germania  | 15 novembre 2009 |
| 200 m rana | 2 min 2 s 67 | Coppa del Mondo di nuoto 2009 | Berlino, Germania  | 14 novembre 2009 |